# انشقاق آدم
أنشقاق آدم هو فيلم تم بثه في 16 فبراير 2015. الفيلم من بطولة جيس نورمان، جاك جريفو، إيزابيلا مونير، توني كافاليرو من إخراج سكوت ماكابوي وإنتاج إيمي سيدوريك.
فاز أنشقاق آدم بجائزة أفضل برنامج للأطفال في حفل توزيع جوائز Leo لعام 2016. كما فاز المخرج سكوت ماكابوي بجائزة أفضل إخراج في فئة برامج الأطفال.
نجوم Nickelodeon يتحدون في عرض «أنشقاق آدم» الأول يوم الاثنين 16 فبراير 

## الممثلين
جيس نورمان في دور آدم بيكر
إيزابيلا منير في دور لوري كولينز
جاك جريفو في دور فانس هانسم
عمرو ووتن بدور شيلدون
سيث إسحاق جونسون بدور داني
تيت تشابمان في دور جيليان بيكر

## القصة
بعد التعثر بطريق الخطأ في «سرير التسمير الغامض لعمه»، يتعلم آدم (جيس نورمان) الإجابة على جميع مشاكله مع الحيوانات المستنسخة المتعددة. وبمساعدة خليقته الجديدة، يقفز آدم في رحلة صيفية برية واحدة مع رشاش ملحمي. يأتي عم آدم ماجيك ميتش (توني كافاليرو) إلى منزل آدم ويطلب من آدم وضع سرير التسمير في المرآب. عندما يغادر المنزل للذهاب إلى العمل، يخبره جاره المجاور أنه يحتاج إلى قطع العشب بطول معين. يذهب للعمل مع شيلدون (Amarr M . Wooten) وهم في دورية Pee / Poop. عندما ينظفون أنفسهم، يذهبون إلى اجتماع و Vance Hansum (Jack Griffo)، منافسه، يسخر منه حول كيفية تجسسه على Lori Collins (Isabela Moner) وتحاول لحمل الناس على الاشتراك. رفع آدم يده. ومع ذلك، تزداد الأمور سوءًا عندما تبدأ الحيوانات المستنسخة في التدهور ويجب على آدم إعادتها إلى سرير التسمير بمساعدة داني (سيث إسحاق جونسون)، قبل فوات الأوان....

## روابط خارجية
- انشقاق آدم على موقع IMDb (الإنجليزية)
- انشقاق آدم على موقع روتن توميتوز (الإنجليزية)
- انشقاق آدم على موقع قاعدة بيانات الفيلم (الإنجليزية)
- انشقاق آدم على موقع ليتربوكسد (الإنجليزية)
- انشقاق آدم على موقع كينوبويسك (الروسية)